# ブラトゥナツ
ブラトゥナツ（セルビア語:Братунац、ボスニア語:Bratunac）はボスニア・ヘルツェゴビナのスルプスカ共和国にある町、およびそれを中心とする基礎自治体。日本語ではブラトナツ、ブラトゥナッツなどの表記も見られる。
なお、本項では、ボスニア・ヘルツェゴビナにおいて「ムスリム人」が「ボシュニャク人」と言い換えられる前の歴史的な記述についても、断り無く「ボシュニャク人」の呼称を使用する。

## 人口

### 1971年
合計：26,513人
- ボシュニャク人 - 13,428人（50.64%）
- セルビア人 - 12,820人（48.35%）
- クロアチア人 - 50人（0.18%）
- ユーゴスラビア人 - 15人（0.05%）
- その他 - 200人（0.78%）

### 1991年
1991年の国勢調査では、ブラトゥナツ自治体の総人口は33,375人であった。
- ボシュニャク人 - 21,564人（64.2%）
- セルビア人 - 11,479人（34.2%）
- クロアチア人 - 41人（0.1%）
- その他 - 491人（1.5%）

### 2002年
- セルビア人 - 16,522人（85%）
- ボシュニャク人 - 2,500人（15%）

## 歴史

### 中世～近代
1381年、ブラトゥナツはボスニアとセルビアを結ぶ経路として、歴史上初めて建設された。この時、ブラトゥナツは5棟の家屋があり、人口は30人であった。1927年、ブラトゥナツは歴史上初めて独立した自治体となった。

### 20世紀
1948年、ブラトゥナツには5,033人が居住していた。

### ボスニア紛争
ブラトゥナツに住むボシュニャク人に対する組織的な民族浄化が1992年に起こった。これに続いて、ボシュニャク人の家屋は略奪され、焼き払われた。さらに、ブラトゥナツではボシュニャク人に関連する全てのものが完全に破壊され、他方スレブレニツァではセルビア人に関連する全てのものが破壊された。わかっている限りで、3,156人のボシュニャク人がこれらの攻撃によって殺害された。
1992年から1995年までの間に3,200人のセルビア人が殺害されたとセルビア至上主義者のプロパガンダは主張するが、セルビア人の被害は1999年の国連事務総長のレポートにおいて事実として疑わしいとして退けられている。ただし、疑わしいと全てを否定するのは不適当であり、相当な数のセルビア人が殺害されたことには間違いがなかった。